# Tobozspórás susulyka
A tobozspórás susulyka (Inocybe praetervisa) a susulykafélék családjába tartozó, Eurázsiában és Észak-Amerikában honos, elsősorban lomberdőkben élő, mérgező gombafaj.

## Megjelenése
A tobozspórás susulyka kalapja 2-5 cm széles, alakja eleinte tompán kúpos, később domborúan kiterül, közepén púppal. Felszíne szálas, széle berepedező. Színe sárgásbarna vagy vörösesbarna, középen gyakran sötétebb barnás.
Húsa fehéres, piszkosfehér színű, sérülésre nem változik. Szaga savanykás vagy kissé spermaszerű, íze nem jellegzetes. 
Közepesen sűrű lemezei keskenyen tönkhöz nőttek. Színük fiatalon krémszínűek, olykor szürke árnyalattal; idősen barnás. A lemezek éle halványabb.
Tönkje 3-7,5 cm magas és 0,3-0,6 cm vastag. Alakja hengeres, tövén peremes gumó található. Színe fehéres vagy halvány okkeres, a csúcsán világosabb. 
Spórapora barna. Spórája elliptikus, kiemelkedő tobozszerű dudorokkal; mérete 9-12 x 7-10 µm. 

### Hasonló fajok
A csillagspórás susulyka, a peremesgumós susulyka, a gumós susulyka, a pikkelyes susulyka, a mandulaillatú susulyka, a gyapjaskalapú susulyka hasonlíthat hozzá. Közeli rokonaitól csak mikroszkopikus jellemzői alapján lehet megkülönböztetni. 

## Elterjedése és termőhelye
Eurázsiában és Észak-Amerikában honos. Magyarországon ritka.
Elsősorban lomberdőkben, ritkán fenyő alatt él; meszes és savanyú talajon egyaránt megtalálható. Nyártól őszig terem.
Mérgező, muszkarint tartalmaz.